# Beatrix de Rijke
Beatrix de Rijke, född 1421, död efter 1468, var en nederländsk legendarisk hjältinna. Beatrix har fått utgöra symbolen för den stora översvämningen 1421, då halva Nederländerna hamnade under vatten. Efteråt upptäcktes spädbarnet Beatrix flytande på havet i en korg som den enda överlevande från sin del av landet. Staden Utrecht så henne som ett hopp för framtiden, och bekostade hennes uppväxt. Hon har sedan dess fått utgöra en hoppets symbol i samband med översvämningskatastrofen i nederländsk historia. 